# Gaijin Entertainment
A Gaijin Entertainment egy 2002-ben alapított független európai videojáték-fejlesztő és kiadó, amelynek fő fejlesztési központja Budapesten található. A cég leginkább a War Thunder, Crossout, Star Conflict, CRSED: F.O.A.D. (korábban Cuisine Royale) és az Enlisted videojátékok fejlesztéséről ismert.

## Története
A céget 2002-ben alapította két orosz üzletember. Első projektjük az Adrenaline számítógépes játék volt. A War Thunder sikeres bemutatója után megnyílt németországi kirendeltségük.